# Digital Legends
Digital Legends Entertainment (DLE) és una empresa desenvolupadora de videojocs de Barcelona. Va ser creada el 2001 per Xavier Carrillo, juntament amb Ángel Cuñado i altres.
El primer objectiu era llançar el joc Nightfall Dragon, però els Atemptats de l'11 de setembre de 2001 van impedir que el projecte avancés i van deixar la inversió de 800 milions en no res. Un acord amb Nokia per a convertir-se en una extensió de l'empresa finlandesa va permetre reinventar l'empresa, que va passar de fer jocs per PC a fer jocs pel mòbil. Un dels primers jocs que van fer va ser One, un joc per la consola N-Gage de Nokia de lluita amb personatges i escenaris realistes.
El 2006 l'empresa treballava des de Barcelona amb el joc online Soccer Fury i Shadow of War, un joc sobre la Guerra Civil Espanyola.
El 2012 es van associar amb l'empresa de jocs socials Zynga per a fer el joc The Respawnables amb un segell propi.